# Convent de Sant Joan
|  | Per a altres significats, vegeu «Convent de Sant Joan dels Franciscans». |

El Convent de Sant Joan o Comanda de Sant Joan de Jerusalem és antic convent hospitaler femení a la ciutat de Tortosa (Baix Ebre) avui dia protegida com a bé cultural d'interès local i seu de l'escola d'art i disseny.

## Arquitectura
Convent i església ocupen tota la façana nord de la plaça de Sant Joan, limitant en la part posterior amb muralla del XIV. La façana de l'església, endarrerida respecte al convent; segueix un estructura en forma de llenç amb perfil superior mixtilini a la part central. La porta, de mig punt, és emmarcada per un arc de triomf amb pilastres laterals de perfil mixtilini i entaulament que sosté dos florons i una fornícula central amb emmarcament de decoració barroca. A sobre d'aquesta hi ha una finestra amb emmarcament també de pilastres i gerros superiors. L'interior de l'església, d'una sola nau amb capelles laterals, s'utilitzà com a magatzem. El convent ha sofert restauració, pel que les estructures estan en bon estat. La intervenció ha afectat la distribució interior de les estances, però no el pati central, distribuïdor dels tres pisos o nivells (resta, doncs, sense tocar la façana, on s'inscriuen balcons empitadors com finestres i portes allindanades). El pati i el claustre és envoltat d'una galeria que, sent present als tres nivells, forma una arcada de mig punt amb pilars rectangulars de senzilla base i capitell motllurat i amb sostre d'embigat de fusta.

## Història
El convent pertanyia a les religioses de l'Hospital de Sant Joan de Jerusalem, que van arribar a Tortosa el 1579 procedents del monestir de Santa Maria de la Ràpita. En un primer moment es van establir as l'antic convent dels Trinitaris, en el barri de Remolins. Entre 1580-86 es va construir un nou edifici en el c/ Nou de Remolins, enderrocat el 1709 pel seu estat ruïnós. Després de 25 anys al c/ de la Llotja (casa Caspir), el 1734 es van traslladar a l'actual monestir. L'església no s'acabaria fins al 1777. El 1900 les monges adquireixen part de l'espai posterior, entre la muralla del s. XIV i el convent de Sant Josep, obrint un nou mur de separació i ubicant-hi el 1906 un cementiri. L'església es va cremar el 1936 i no es tornà a obrir al culte fins a 1956. El 1970-71, les monges es van traslladar al País Valencià. La instal·lació de l'escola d'art al convent tingué lloc el 1987.
S'hi realitzà una intervenció arqueològica al pati de l'antic convent de Sant Joan de Jerusalem i de l'Orde de Malta de Tortosa, situat entre la plaça de Sant Joan de Jerusalem. No funciona com a element religiós i es troba ocupat per diverses entitats ciutadanes, així com per una Escola d'Art de la Diputació de Tarragona i pels Serveis socials de l'Ajuntament de Tortosa. L'excavació ha tingut fins ara dues intervencions. La primera l'any 1997 amb un control arqueològic dels rebaixos efectuats a l'entorn de la muralla medieval. L'any 1999 els treballs continuen ampliant alguns sondeig realitzats L'any 1997 la intervenció té un principal objectiu: determinar la presència o no d'estructures arqueològiques. Es determina l'existència d'una banquets de fonamentació de la muralla del segle xiv, així com de diversos murs datats en època andalusí, concretament als segles xi i xii L'any 1999 es continua amb el rebaix controlat del solar i es procedeix a excavar les zones afectades arqueològicament. Es localitzen una sèrie d'estructures constructives associades a probables estructures d'habitació, anteriors a la construcció de la muralla del XIV Amb posterioritat es documenta l'existència d'una estructura adossada a la muralla, datat entre els segles XV i XVII, de la qual no hi ha prou informació per poder definir la seva funcionalitat. La primera meitat del segle xviii marca l'edificació del convent de Sant Joan de Jerusalem. Dates exactes de construcció conegudes a partir de la documentació se situen entre els anys 1727 i 1734. A aquest moment s'adscriu el d'un forn de calç localitzat al patí. Segons els seus excavadors es podrien trobar davant d'un dels forns de fabricació de calç emprada durant la construcció del convent. Aquesta estructura s'amortitza a partir del s. XVIII. Actualment les restes excavades, així com la continuació del procés arqueològic està paralitzat. Les estructures arqueològiques resten abandonades i en procés de deteriorament. El futur projecte del pàrquing fins ara es troba paralitzat.